# Joost Klein
Joost Klein (Leeuwarden, 10 de noviembre de 1997), también conocido como Joost, es un rapero, escritor y youtuber neerlandés. Es conocido sobre todo por sus canciones Friesenjung (2023) y Europapa (2024). 
Europapa fue la canción que usó Joost durante la representación de Países Bajos en el Festival de la Canción de Eurovisión 2024, llegó a clasificarse para la Gran Final, no obstante, fue descalificado tras una denuncia por comportamiento considerado inapropiado por la organización, aunque la justicia sueca archivó el caso al no hallarse amenaza. 

## Primeros años
Joost Klein nació y creció con sus padres en el pueblo frisón de Britsum. A la edad de 12 años perdió a su padre de cáncer. Un año después, en 2011, su madre murió de un paro cardíaco. Tras la muerte de sus padres, Klein fue cuidado por su hermano y su hermana mayores. Asistió al Stedelijk Gymnasium en Leeuwarden, pero no completó el plan de estudios en esta escuela secundaria.

## Carrera
Hasta 2016, Klein creó vídeos de YouTube con el nombre de EenhoornJoost . Actualmente, el canal se titula joostklein1 y tiene más de 300.000 suscriptores y sus vídeos se han visto más de 35 millones de veces.
"Bitches" fue el primer sencillo que llegaría a un millón de visualizaciones en YouTube . Firmó brevemente en TopNotch en 2017 y 2018, pero finalmente Klein decidió montar su propia discográfica, Albino Récords. El 20 de octubre de 2017, Klein lanzó su mixtape Scandinavian Boy . Lanzó su sencillo "Meeuw" el 21 de marzo de 2018. Un mes después, sacaría el sencillo "Ome Robert".
El 3 de agosto de 2018, lanzó el álbum M van Marketing junto el rapero neerlandés, Donnie. Para promocionar el álbum, el dueto organizó una actuación única llamada Viraal in Carré en el Royal Theatre Carré de Ámsterdam.
En 2023, Klein anotó su primer éxito en Alemania con el sencillo "Friesenjung", una colaboración con el rapero Alemán Ski Aggu y una adaptación de una canción del cómic de Otto Waalkes. La canción logró el primer puesto de sencillos en Alemania.

### Eurovisión 2024
Ese mismo año, Klein expresó su interés en representar a los Países Bajos en el Festival de la Canción de Eurovisión 2024 en Malmö, Suecia. El programa de radio NPO 3FM VoorAan de PowNed lanzó una petición en un intento de conseguir ese objetivo. En diciembre de 2023, AVROTROS anunció que Klein había sido seleccionado como representante de los Países Bajos para el concurso.
Llegó a clasificarse para la final. En una rueda de prensa uno de los periodistas realizó una pregunta a Edén Golan sobre el riesgo de que ella participara en Eurovisión dado que Israel es un país polémico y está en guerra, la comentaron a Edén que no hacía falta que respondiese a la pregunta ya que era inapropiada y Joost gritó “¿Por qué no?” Tras este incidente Joost se tapó la cara mientras que Israel hablaba en la rueda de prensa. Joost no pudo participar en ella tras ser descalificado por un incidente ocurrido con una trabajadora de la organización, en la cual según el mismo Joost declaró que no realizó nada inapropiado.Su canción "Europapa" fue una de las más populares, obteniendo la segunda mejor puntuación en la semifinal en la que participó. Solo por detrás de Israel un país algo polémico con Edén Golan como representante.

## Discografía

### Álbumes de estudio
| Título                              | Detalles del álbum                                                                                             |
| ----------------------------------- | --- |
| Scandinavian Boy                    | - Publicación: 20 de octubre de 2017 - Formatos: Descarga digital, streaming                                   |
| M van Marketing                     | - Publicación: 3 de agosto de 2018 - Formatos: Descarga digital, streaming                                     |
| Albino                              | - Publicación: 18 de enero de 2019 - Discográfica: Albino Sports - Formatos: Descarga digital, streaming       |
| 1983                                | - Publicación: 15 de noviembre de 2019 - Discográfica: Albino Records - Formatos: Descarga digital, streaming  |
| Joost Klein 7                       | - Publicado: 24 de abril de 2020 - Discográfica: Albino Records - Formatos: Descarga digital, streaming        |
| Albino Sports, vol. 1 (amb Brunzyn) | - Publicación: 1 de abril de 2021 - Discográfica: Albino Records - Formatos: Descarga digital, streaming       |
| Fryslân                             | - Publicación: 30 de septiembre de 2022 - Discográfica: Albino Records - Formatos: Descarga digital, streaming |
| Unity                               | - Publicación: 21 de febrero de 2025 - Discográfica: Albino Records - Formatos: Descarga digital, streaming    |

| Título                     | Año  | Posición máxima | Posición máxima | Posición máxima | Posición máxima | Posición máxima | Posición máxima | Posición máxima | Posición máxima | Posición máxima | Posición máxima | Àlbum o EP                      |
| Título                     | Año  | NLD             | AUT             | BEL (Fl)        | ESP             | FIN             | GER             | LVA             | LTU             | SWE             | SWI             | Àlbum o EP                      |
| -------------------------- | ---- | --------------- | --------------- | --------------- | --------------- | --------------- | --------------- | --------------- | --------------- | --------------- | --------------- | ------------------------------- |
| "Feminist on da Block"     | 2017 | —               | —               | —               | —               | —               | —               | —               | —               | —               | —               | Sencillo sin álbum              |
| "Meeuw"                    | 2018 | —               | —               | —               | —               | —               | —               | —               | —               | —               | —               | Albino                          |
| "Ome Robert"               | 2018 | —               | —               | —               | —               | —               | —               | —               | 21              | —               | —               | Albino                          |
| "Parmezaan & Linkerbaan"   | 2018 | —               | —               | —               | —               | —               | —               | —               | —               | —               | —               | M van Màrqueting                |
| "Chubby"                   | 2018 | —               | —               | —               | —               | —               | —               | —               | —               | —               | —               | Sencillo sin álbum              |
| "Glaassie Water"           | 2018 | —               | —               | —               | —               | —               | —               | —               | —               | —               | —               | Sencillo sin álbum              |
| "Buurman"                  | 2019 | —               | —               | —               | —               | —               | —               | —               | —               | —               | —               | 1983                            |
| "Absurd"                   | 2019 | —               | —               | —               | —               | —               | —               | —               | —               | —               | —               | Sencillos sin álbum             |
| "Midlife Crisis"           | 2019 | —               | —               | —               | —               | —               | —               | —               | —               | —               | —               | Sencillos sin álbum             |
| "Joost Klein 2"            | 2019 | —               | —               | —               | —               | —               | —               | —               | —               | —               | —               | 1983                            |
| "Mayo, No Fries!"          | 2020 | —               | —               | —               | —               | —               | —               | —               | —               | —               | —               | Joost Klein 7                   |
| "Ham?"                     | 2020 | —               | —               | —               | —               | —               | —               | —               | —               | —               | —               | Joost Klein 7                   |
| "Ik will je"               | 2020 | —               | —               | —               | —               | —               | —               | —               | —               | —               | —               | Sencillo sin álbum              |
| "Hola Nederland"           | 2020 | —               | —               | —               | —               | —               | —               | —               | —               | —               | —               | Sencillo sin álbum              |
| "Gewoon Goed"              | 2021 | —               | —               | —               | —               | —               | —               | —               | —               | —               | —               | Albino Sports, vol. 1           |
| "Albino Sports Anthem"     | 2021 | —               | —               | —               | —               | —               | —               | —               | —               | —               | —               | Albino Sports, vol. 1           |
| "Fok de Blok"              | 2021 | —               | —               | —               | —               | —               | —               | —               | —               | —               | —               | Sencillo sin álbum              |
| "Papa en Mama"             | 2021 | —               | —               | —               | —               | —               | —               | —               | —               | —               | —               | Frislân                         |
| "Wachtmuziek"              | 2022 | —               | —               | —               | —               | —               | —               | —               | 68              | —               | —               | Frislân                         |
| "Florida 2009"             | 2022 | —               | —               | —               | —               | —               | —               | —               | —               | —               | —               | Frislân                         |
| "Rookpauze 2"              | 2022 | —               | —               | —               | —               | —               | —               | —               | —               | —               | —               | Sencillos sin álbum             |
| "Normalje Bass"            | 2023 | —               | —               | —               | —               | —               | —               | —               | —               | —               | —               | Sencillos sin álbum             |
| "Bruder + Schwester"       | 2023 | —               | —               | —               | —               | —               | —               | —               | —               | —               | —               | Sencillos sin álbum             |
| "Friesenjung"              | 2023 | 18              | 1               | —               | —               | —               | 1               | 12              | —               | 100             | 7               | Sencillos sin álbum             |
| "Droom Groot"              | 2023 | 82              | —               | —               | —               | —               | —               | —               | 84              | —               | —               | Sencillos sin álbum             |
| "Europapa"                 | 2024 | 1               | 5               | K1              | 60              | 2               | 13              | 1               | 1               | 4               | 12              | Europapa: Greatest Hits         |
| "Luchtballon"              | 2024 | —               | —               | —               | —               | —               | —               | —               | —               | —               | —               | Sencillo sin álbum              |
| "Kunst und Musik"          | 2024 | —               | —               | —               | —               | —               | —               | —               | —               | —               | —               | Sencillo sin álbum (sin lanzar) |
| "Fußball (World Cup 1998)" | 2024 | —               | —               | —               | —               | —               | —               | —               | —               | —               | —               | Sencillo sin álbum              |
| "The Bird Song"            | 2024 | —               | —               | —               | —               | —               | —               | —               | —               | —               | —               | Sencillo sin álbum              |
| "TRAFIK!"                  | 2024 | —               | —               | —               | —               | —               | —               | —               | —               | —               | —               | Sencillo sin álbum              |
| "Filthy Dog"               | 2024 | —               | —               | —               | —               | —               | —               | —               | —               | —               | —               | Sencillo sin álbum              |

| Título             | Año  | Posiciones máximas de los gráficos | Posiciones máximas de los gráficos | Álbum o EP       |
| Título             | Año  | NLD                                | Consejo BEL (Fl)                   | Álbum o EP       |
| ------------------ | ---- | ---------------------------------- | ---------------------------------- | ---------------- |
| "Scandinavian Boy" | 2017 | 77                                 | -                                  | Scandinavian Boy |
| "Albino"           | 2019 | -                                  | 30                                 | Albino           |
| "Bus Gemist"       | 2019 | -                                  | -                                  | Albino           |
| "Fryslân Bop"      | 2022 | 60                                 | -                                  | Frislân          |